# Fabian Wrede (1641–1712)

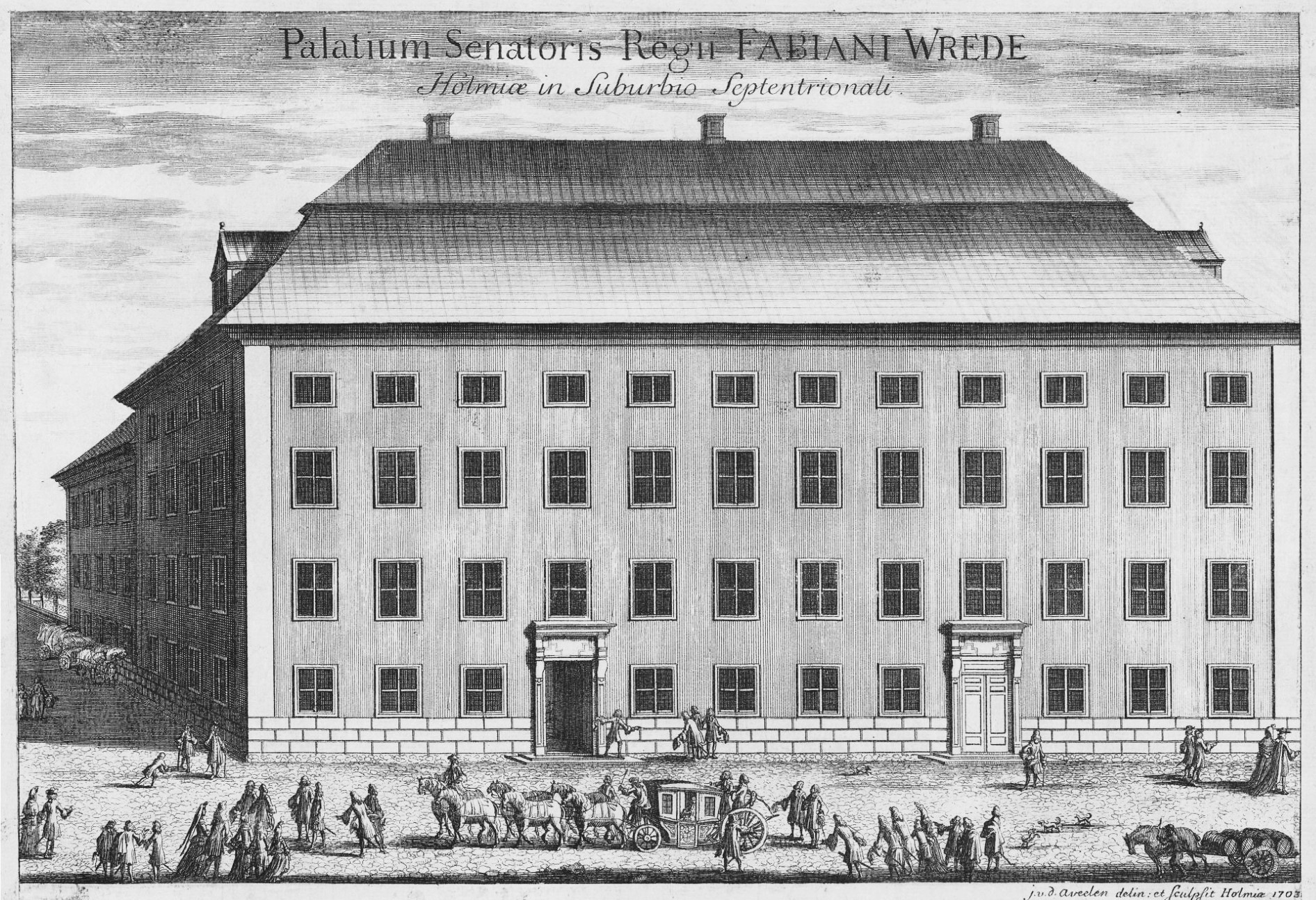
Wredeska palatset på Norrmalm i Stockholm. Ur Suecia antiqua et hodierna.

Fabian Wrede, född den 20 mars 1641 på Peipola gård i Finland, död den 6 december 1712 i Stockholm, var en svensk greve till Östanå, ämbetsman och statsman. 

## Biografi

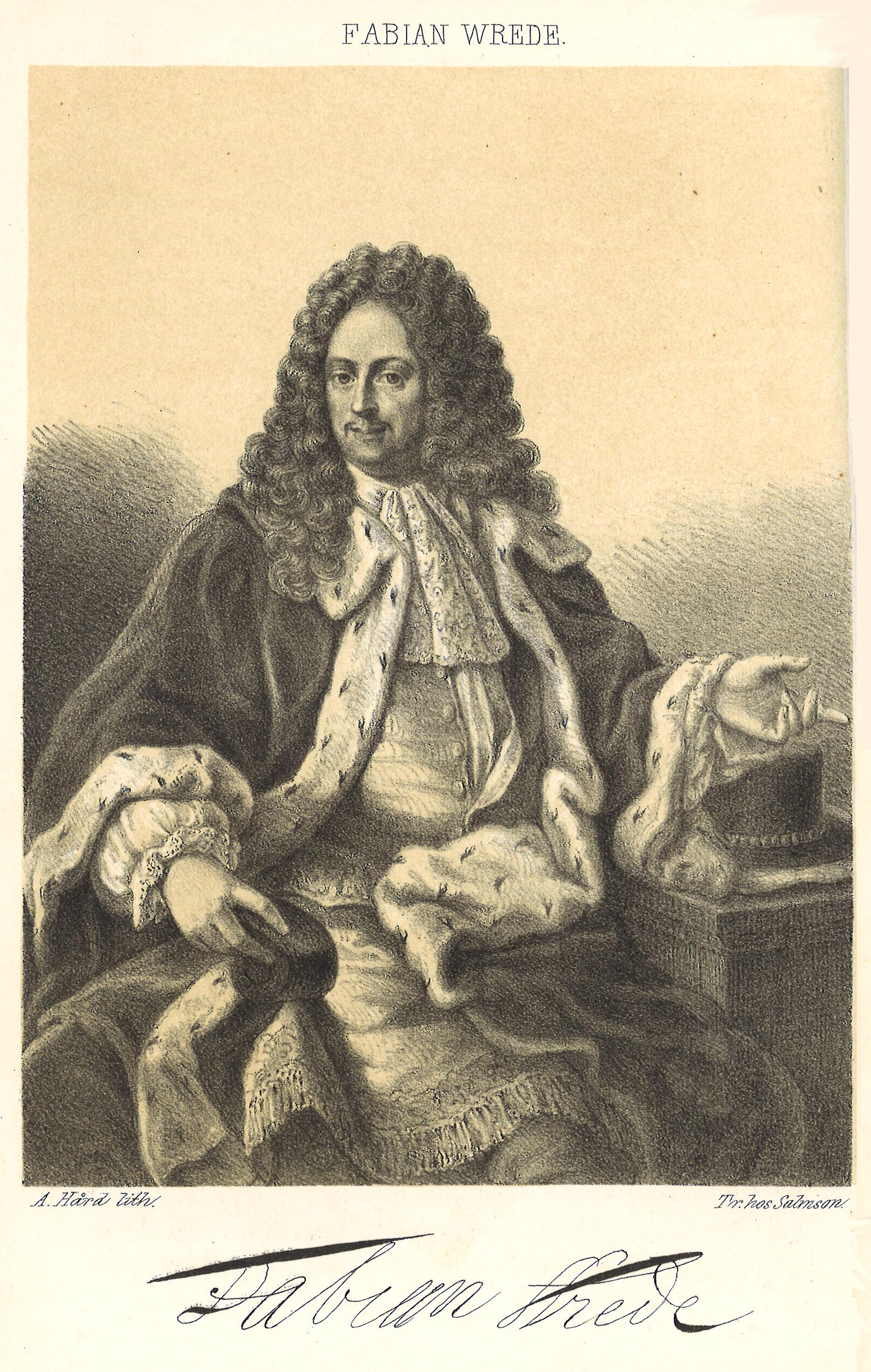
Fabian Wrede iförd riksrådsdräkt. Litografi av Adolf Hårdh efter ett porträtt på Riddarhuset.

Fabian Wrede var son till kaptenlöjtnanten friherre Casper Hinricsson Wrede och Sophia Taube.
Han blev landshövding i Viborgs län 1675 samt i Uppsala län 1681. Vid 1682 års riksdag blev han lantmarskalk och 1685 kungligt råd, kammarråd samt president i Bergskollegium. 1687 blev han president även i Kammarkollegium samt i Kommerskollegium.
Fabian Wrede visade stort nit i sitt arbete vid reduktionens verkställande inom sitt län (Uppsala). Det var därför han av Karl XI utnämndes till lantmarskalk vid 1682 års riksdag. Sedan Claes Fleming (1649–1685) avlidit blev Fabian Wrede kungligt råd och chef för båda reduktionsverken – Reduktionskollegium och reduktionskommissionen samt till president för Kommerskollegium, Kammarkollegiet och Statskontoret. Han visade sig vara en ypperlig finansman och arbetade hårt för att öka Sveriges handel och främja näringslivet.
Han ingick i Karl XII:s förmyndarregering 1697 och hade då ansvaret för flottan. Efter krigsutbrottet fick Wrede ett stort ansvar för rådets anskaffande av medel för krigföringen. År 1711 entledigades Wrede från samtliga sina ämbeten förutom rådsämbetet och presidentskapet i Kommerskollegium.
Fabian Wrede upphöjdes till greve 10 december 1687 med nummer 27 och slöt den grevliga ätten vid sin död.

### 1710 års utskottsmöte
År 1710 fanns endast halva antalet kungliga råd kvar i landet. Bland dem var Fabian Wrede och Arvid Horn (1664–1742). Horn var kanslipresident, det vill säga rådets ledare. Våren 1710 sammankallade de ett utskottsmöte i Stockholm för att diskutera rikets dåliga finanser. Riket var hotat till hela dess existens. Åtgärden var djärv eftersom ständerna inte hade varit samlade en enda gång under Karl XII:s regeringstid, med undantag för kröningsriksdagen 1697. Utskottsmötet bestod av trehundra medlemmar från samtliga stånd (adel, präster, borgare och bönder). För att skaffa ekonomiska medel för de mest akuta behoven beslöt utskottet, i brist på andra möjligheter, om skatt på peruker, täckvagnar och karrioler (vagnskatt). Vidare beslöt man att försöka sälja kronans juveler samt de krigstroféer, vilka Karl XII skickat hem. Då det stod klart att detta inte skulle räcka upplöstes snart ständermötet. När Karl XII fick reda på att mötet hade ägt rum uttalade han sitt ogillande däröver.

## Egendomar
Under en period var Fabian Wrede Sveriges rikaste man.
- År 1681 förvärvade han Östanå slott
- År 1683 förvärvade han Väsby säteri på Norra Ljusterö.

Ägde också gårdarna Åsättra, Mörtsunda, Nohlvik, Lervik, Sillinge, Gärdsvik, Grundvik, Örsö, Ingmarsö, Husarö, Nummis (Frugård) och Esbogård.

## Familj
Wrede gifte sig 19 maj 1672 med Brita Kruus af Gudhem (1652–1716). De fick fyra barn:
1. Carl Casper Wrede, född 1673, död 1701.
2. Agneta Wrede, född 1674, gift 1693 med greve Axel Johan Lillie till  Löfstad, död 1730.
3. Sophia Wrede, gift 1707 med riksrådet och fältmarskalken greve Erik Sparre af Sundby.
4. Lars Wrede, född 1678, död 1704

Fabian Wrede är begravd i Sätuna gravkor i Björklinge kyrka vid sidan av hustrun Brita Kruus. De vilar i varsin marmortumba – nummer 5 respektive 6.